# Miron Zajfert
Miron Zajfert (ur. 27 października 1949 w Łodzi, zm. 18 lutego 2023 w Warszawie) – reżyser i scenarzysta, twórca i dyrektor artystyczny festiwali muzycznych, takich jak m.in.: „Nowa Muzyka Żydowska” i „Muzyka Pokoju – Muzyka Wiary”.

## Życiorys
Ukończył studia na wydziale ekonomiczno-socjologicznym Uniwersytetu Łódzkiego (1973), podczas których inicjował wydarzenia artystyczne na uniwersytecie i w Klubie Pod Siódemkami. Organizował pokazy łączące obraz (przeźrocza), muzykę i słowo. Następnie pracował jako realizator i reżyser w Telewizji Polskiej (1976–1985). Odpowiadał za produkcję programów rozrywkowych, m.in. z Niną Terentiew w Studio 2 na kanale TVP2 oraz współpracował także przy realizacji teledysków z artystami muzycznymi, m.in. Andrzejem Zauchą. Od kwietnia 1982 współprowadził z Bogdanem Fabiańskim Radiową Listę Przebojów Programu I Polskiego Radia.
Był prezesem fundacji NADAYE, upamiętniającej dziedzictwo polsko-żydowskie. Był twórcą festiwalu „Nowa Muzyka Żydowska”, współtworzonego, z Muzeum Historii Żydów Polskich Polin oraz festiwalu „Muzyka Pokoju – Muzyka Wiary” organizowanego z Centrum Myśli Jana Pawła II. Był także inicjatorem cyklu koncertów „Żydowskie granie”, prowadzonego wraz z Gminą Wyznaniową Żydowską w Warszawie, a także cykli: „Inny wymiar słuchania”, „Muzyczna scena OFF”, „Wawerskie impresje”, „Folkowo Bemowo” iorganizatorem corocznego koncertu upamiętniającego zagładę Getta Łódzkiego, współorganizowanego z Centrum Dialogu im. Marka Edelmana, a ponadto innych licznych inicjatyw kulturalnych, organizowanych głównie w Warszawie i Łodzi.

### Życie prywatne
Został pochowany w części rzymskokatolickiej Starego Cmentarza w Łodzi.